# Giorgio Gaber (album)
Giorgio Gaber è il primo album di Giorgio Gaber, pubblicato nel 1961.

## Il disco
Trattandosi del primo long playing di Gaber, già sulla scena da alcuni anni e con una produzione ormai variegata, esso doveva costituire, secondo i criteri della Casa discografica, una sorta di panoramica generale dell'artista, anche con registrazioni in diretta appositamente effettuate.
Nel disco sono perciò inclusi cinque brani già pubblicati su 45 giri nel biennio precedente (salvo Le strade di notte, uscita quasi in contemporanea all'album), quattro inediti (Una lettera, Il girasole rosso, Il borsellino e la valigia e La cartolina colorata, canzoni perlopiù presentate allora da Gaber nel recital Il Giorgio e la Maria) e nuove versioni di Una fetta di limone (già incisa insieme ad Enzo Jannacci nel duo i Due Corsari), Buonanotte tesoro e Benzina e cerini. Queste ultime due hanno entrambe una strofa in meno rispetto alle loro esecuzioni d'origine.
Sulla copertina è riportata la dicitura "Special", caratteristica comune ad altri LP della Ricordi di quel periodo (come ad esempio il primo album di Gino Paoli, anch'esso diviso tra recenti successi da singolo e brani rifatti) costituiti a presentare più da vicino l'artista di turno, anche nella confezione, decisamente "deluxe", con copertina in cartone spesso, impaginazione a libro, diverse fotografie e note all'interno, con un intervento diretto dello stesso artista.
Nel caso di Gaber, la copertina è curata da Daniele Usellini, mentre la presentazione al disco è di Franco Belli; sempre all'interno figura, appunto, un breve scritto di Gaber stesso, oltre ad un indice discografico delle canzoni sino ad allora pubblicate.
Il titolo è stato ristampato nel 1965 nella serie economica della Ricordi, con numero di catalogo MRP 9016, e con copertina diversa, non più apribile, che mantiene però la nota introduttiva originale di Gaber. 
Nel 2004 è uscita la prima (e a tutt'oggi unica) ristampa su CD, che riprende fronte e retro della prima edizione.

## Tracce
LATO A
Musiche di Giorgio Gaber tranne dove indicato.
1. Non arrossire (testo: Mogol e Maria Monti[1] – musica: Giorgio Gaber e Davide Pennati)
2. Una fetta di limone (testo: Umberto Simonetta)
3. Una lettera (testo: Maria Monti)
4. Buonanotte tesoro (testo: Giorgio Gaber)
5. Il girasole rosso (testo: Maria Monti)
6. Genevieve (testo: Giorgio Gaber)

LATO B
Musiche di Giorgio Gaber tranne dove indicato.
1. Le strade di notte (testo: Calibi e Maria Monti – musica: Giorgio Gaber e Renato Angiolini[2])
2. La ballata del Cerutti (testo: Umberto Simonetta – musica: Giorgio Gaber e Renato Angiolini[3])
3. Il borsellino e la valigia (testo: Franco Belli)
4. Benzina e cerini (testo: Calibi – musica: Giorgio Gaber e Enzo Jannacci)
5. La cartolina colorata (testo: Maria Monti – musica: Giorgio Gaber e Renato Angiolini)
6. La conchiglia (testo: Giorgio Calabrese)